# Crambidae
Crambidae là một họ bướm cỏ thuộc bộ Cánh vẩy Lepidoptera và thường được biết đến như là bướm đêm. Chúng có vẻ bề ngoài khá đa dạng, phân họ trên danh nghĩa Crambinae (bướm cỏ) có tư thế gập cánh khi bám vào cọng cỏ làm khó phân biệt, trong khi các loài thuộc các phân họ khác có màu và hình dạng sáng với tư thế nghỉ xòe cánh. Một số loài có màu sắc tương đối tối màu, trong khi các loài khác có màu sáng và bắt mắt.
Trong một số hệ thống phân loại, Crambidae từng được xếp thành phân họ của Pyralidae hay bướm đêm có mũi. Điểm khác biệt cơ bản là cấu tạo của tai được gọi là praecinctorium, bộ phận nối hai màng nhĩ trong họ Crambidae mà nó không có trong họ Pyralidae. Các đánh giá mới nhất của Munroe & Solis, trong Kristensen (1999) vẫn cho rằng Crambidae là một họ.

## Một số loài điển hình
Tính đến năm 2021, đã có 15 phân họ được xếp vào trong họ này:
- Acentropinae Stephens, 1836
- Crambinae Latreille, 1810
- Erupinae Munroe, 1995[1]
- Glaphyriinae Forbes, 1923 (= Evergestinae Marion, 1952, Noordinae Minet, 1980[2], Cybalomiinae Marion, 1955, Cathariinae Minet, 1982[1])
- Heliothelinae Amsel, 1961
- Hoploscopinae Robinson, Tuck & Shaffer, 1994[1]
- Lathrotelinae Clarke, 1971[3]
- Linostinae Amsel, 1956
- Midilinae Munroe, 1958
- Musotiminae Meyrick, 1884
- Odontiinae Guenée, 1854
- Pyraustinae Meyrick, 1890
- Schoenobiinae Duponchel, 1846
- Scopariinae Guenée, 1854
- Spilomelinae Guenée, 1854 (= Wurthiinae Roepke, 1916, Dichocrociinae Swinhoe, 1900, Syleptinae Swinhoe, 1900)

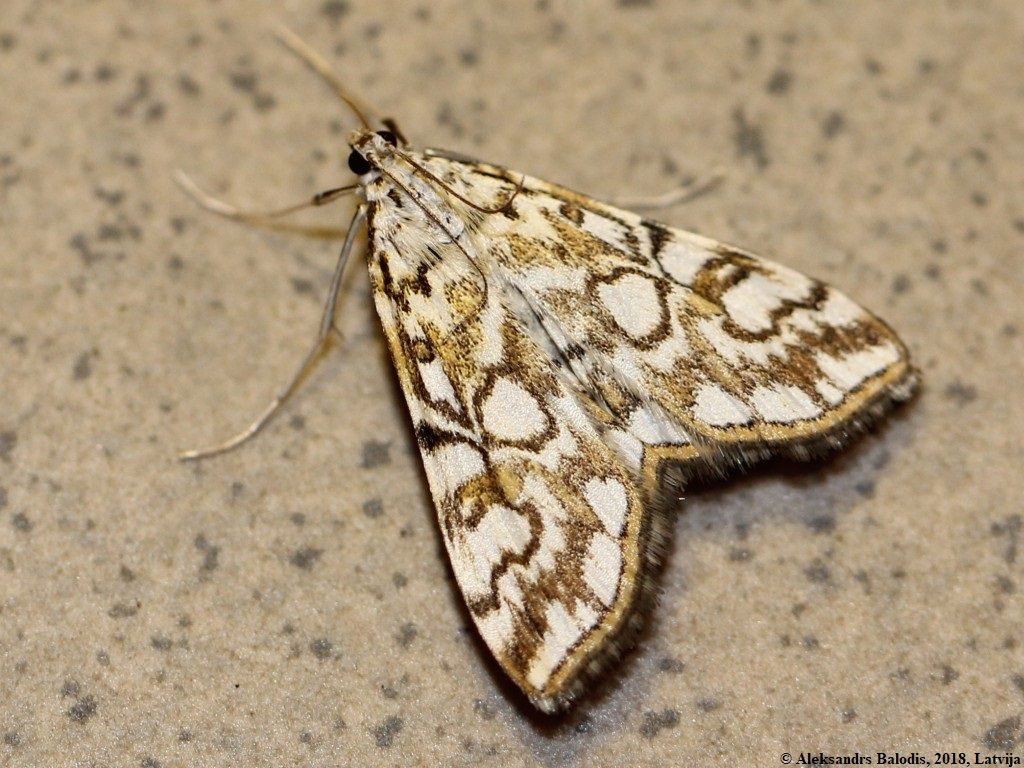
Acentropinae : Elophila nymphaeata
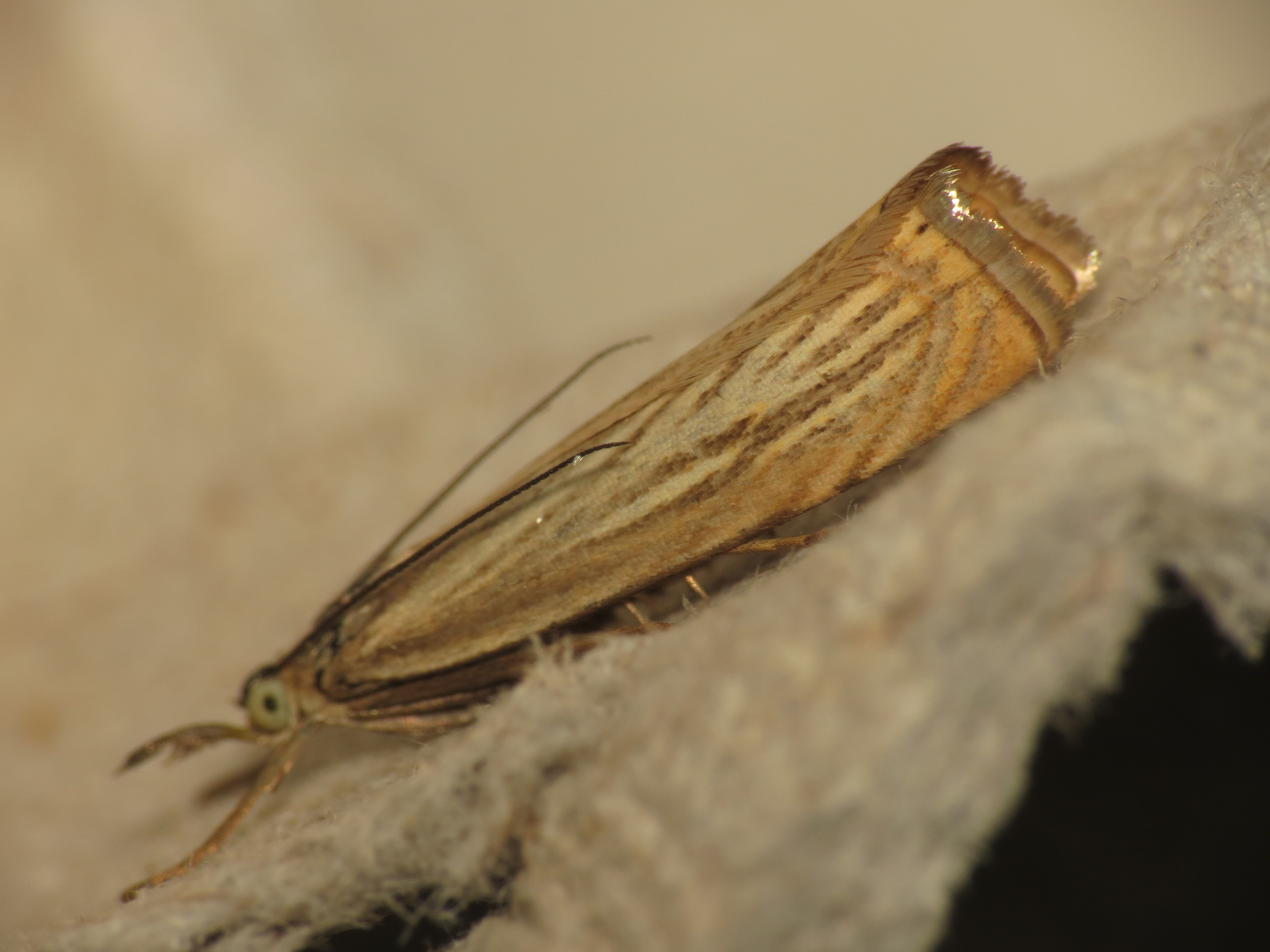
Crambinae : Chrysoteuchia culmella
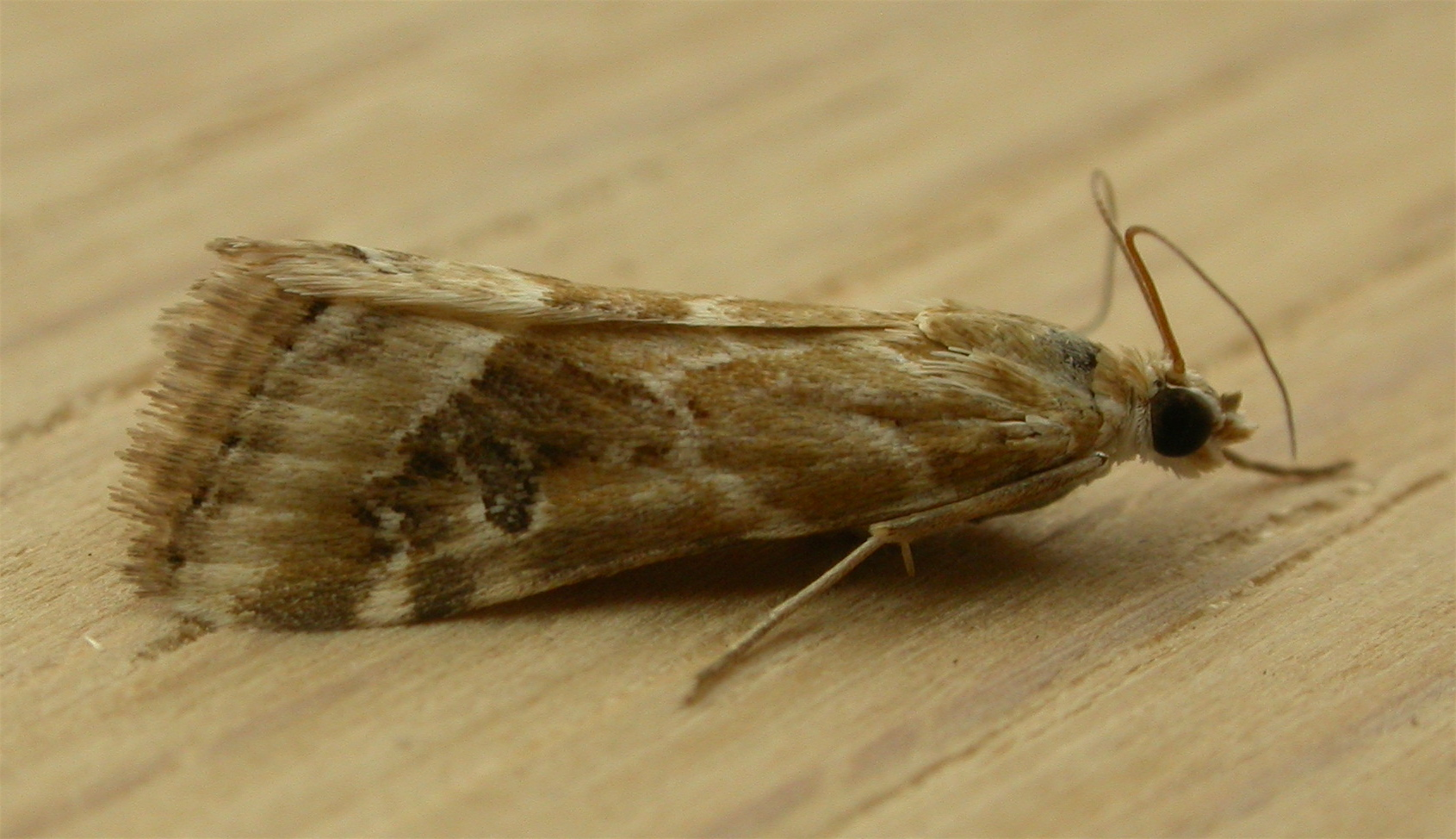
Glaphyriinae : Hellula hydralis
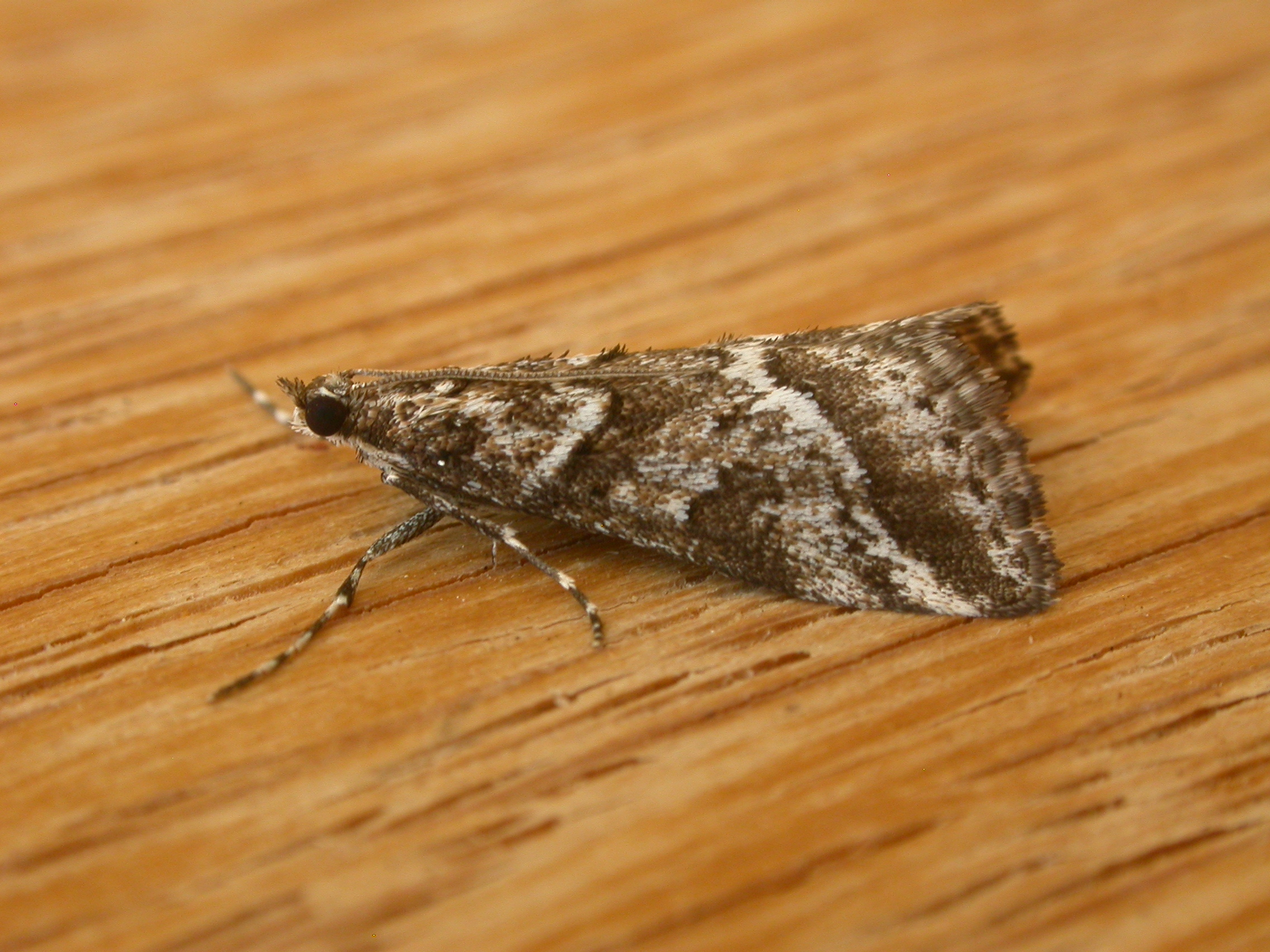
Heliothelinae : Phanomorpha dapsilis
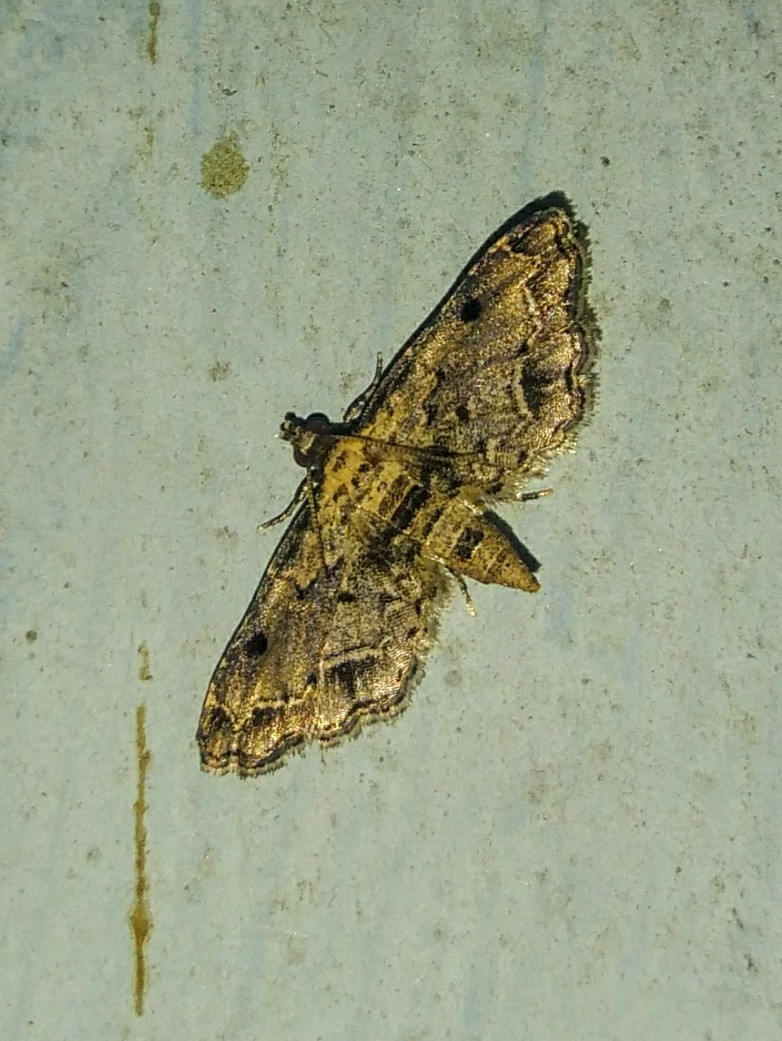
Lathrotelinae : Sufetula sp.
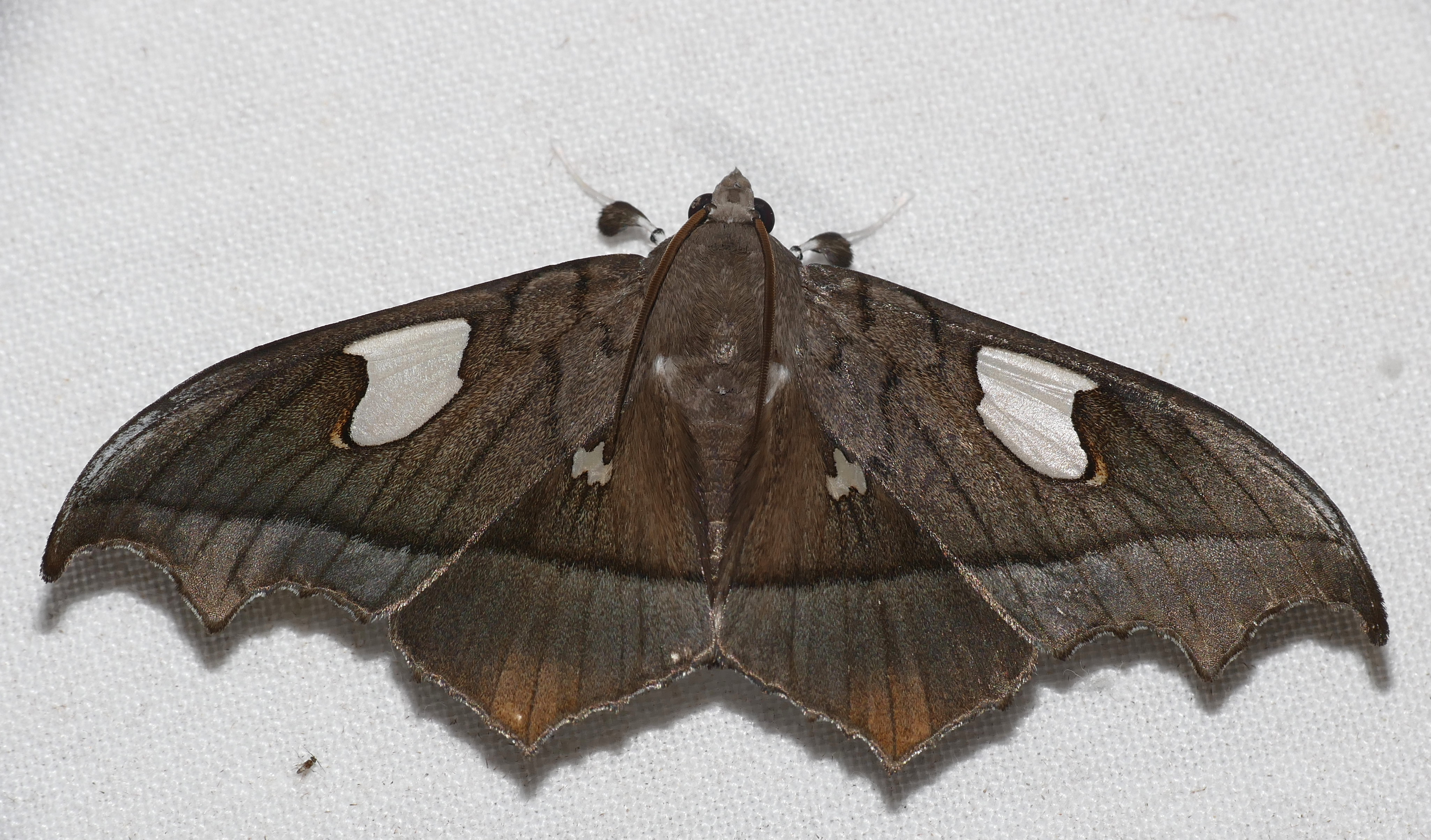
Midilinae : Midila quadrifenestrata
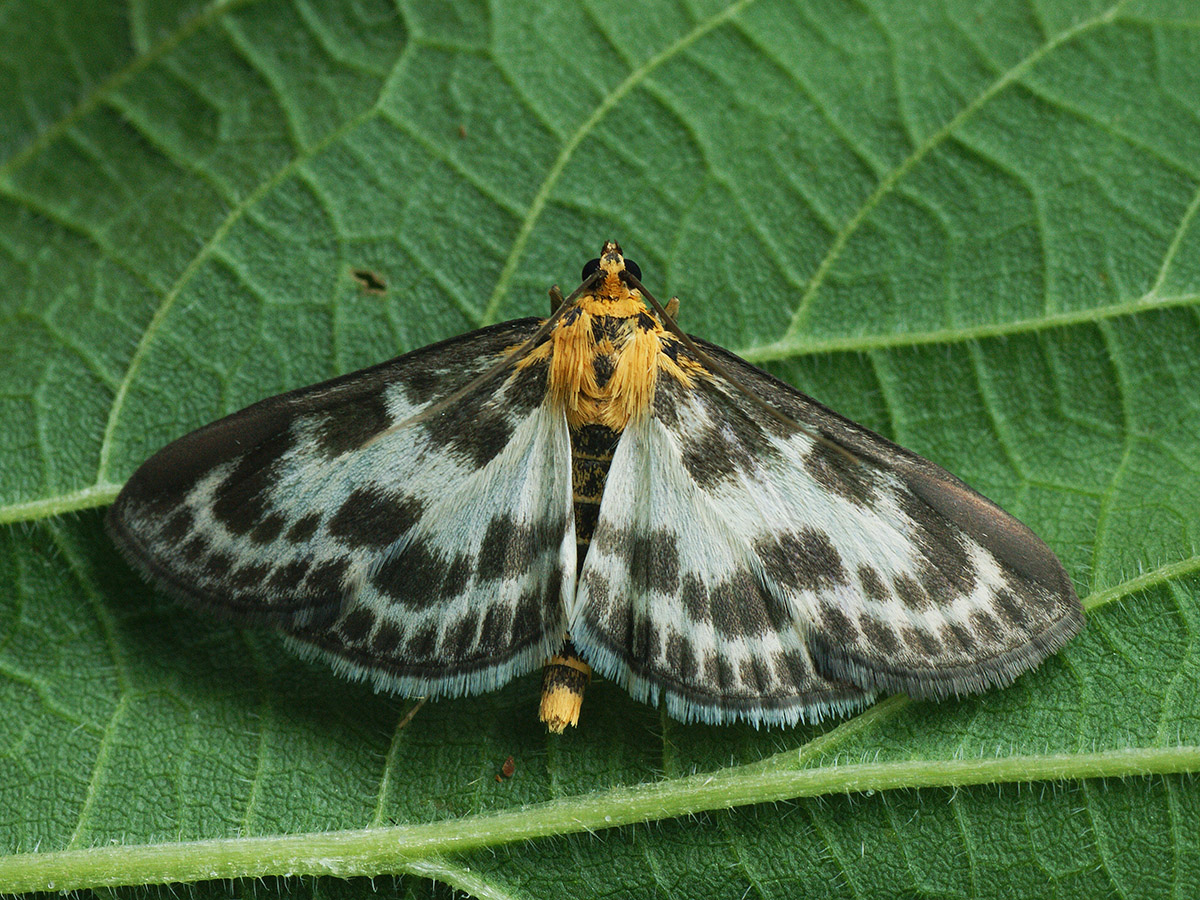
Pyraustinae : Anania hortulata
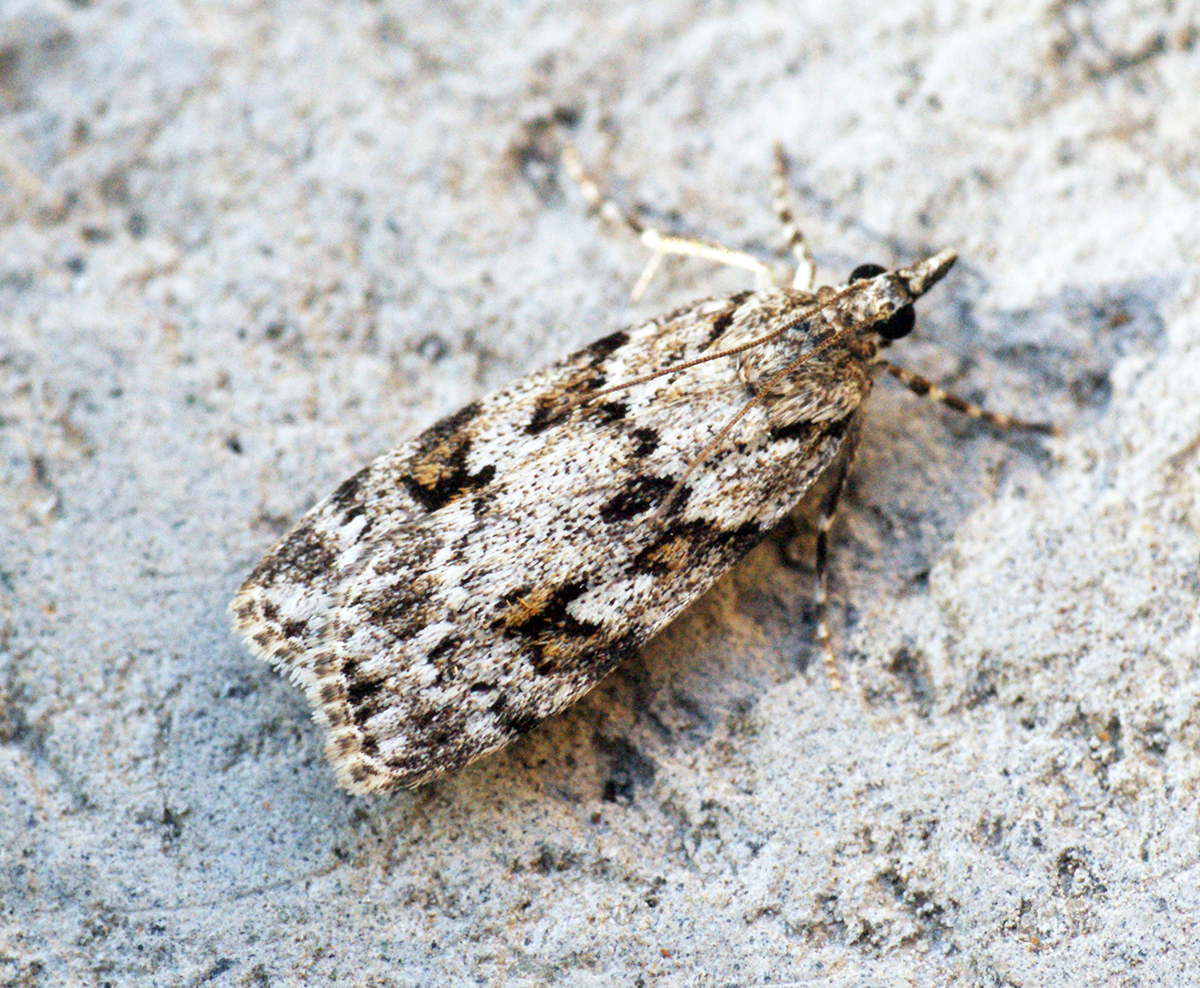
Scopariinae : Scoparia basistrigalis
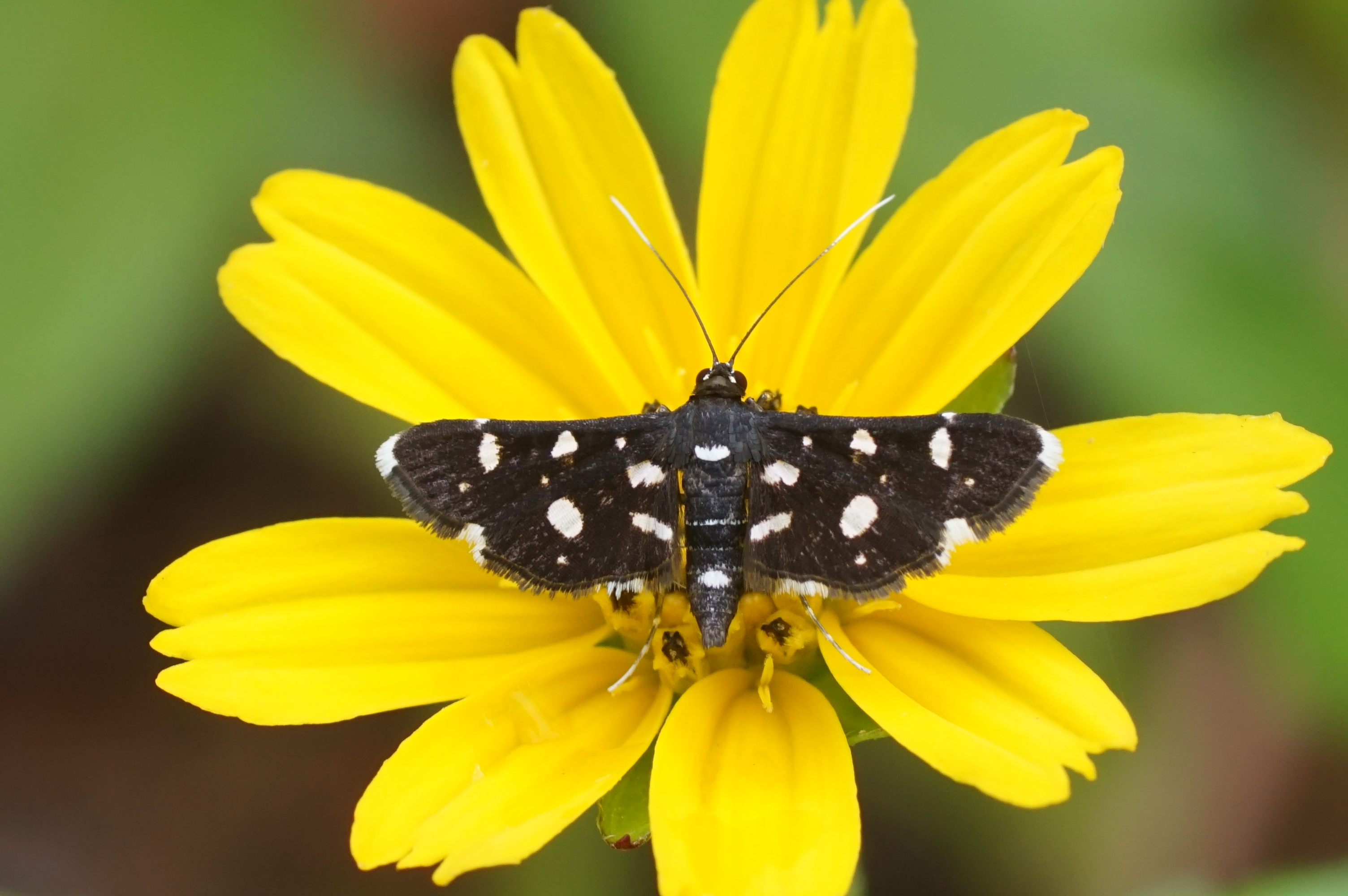
Spilomelinae : Bocchoris inspersalis

### Các chi
Theo phân loại của GlobIZ, tính đến năm 2021, họ này gồm các chi sau :
- Phân họ chưa xác định
  - Tông chưa xác định
    - Baltianania Solis in Heikkilä, Simonsen & Solis, 2018
    - Exsilirarcha Salmon & Bradley, 1956
- Phân họ Acentropinae Stephens, 1836
  - Tông chưa xác định
    - Acentria Stephens, 1829
    - Agassiziella Yoshiyasu, 1989
    - Anydraula Meyrick, 1885
    - Araeomorpha Turner, 1908
    - Argyractis Hampson, 1897
    - Argyractoides Lange, 1956
    - Argyrophorodes Marion, 1956
    - Aulacodes Guenée, 1854
    - Banepa Moore, 1888
    - Brevicella Kenrick, 1912
    - Callilitha Munroe, 1959
    - Cataclysta Hübner, 1825
    - Chrysendeton Grote, 1881
    - Clepsicosma Meyrick, 1888
    - Compsophila Meyrick, 1886
    - Contiger Lange, 1956
    - Decticogaster Snellen, 1880
    - Diathraustodes Hampson, 1896
    - Elophila Hübner, 1822
    - Eoophyla Swinhoe, 1900
    - Eoparargyractis Lange, 1956
    - Ephormotris Meyrick, 1933
    - Eristena Warren, 1896
    - Eurytorna Meyrick, 1886
    - Galadra Walker, 1865
    - Giorgia Clarke, 1965
    - Glyphandra Karsch, 1900
    - Goniopalpia Hampson, 1903
    - Hemiloba Swinhoe, 1901
    - Hyaloplaga Warren, 1892
    - Hygraula Meyrick, 1885
    - Hylebatis Turner, 1908
    - Kasania Krulikovsky, 1910
    - Langessa Munroe, 1972
    - Lasiogyia Hampson, 1907
    - Leucogephyra Warren, 1896
    - Margarochroma Warren, 1896
    - Margarosticha Lederer, 1863
    - Neargyractis Lange, 1956
    - Neocataclysta Lange, 1956
    - Neoschoenobia Hampson, 1900
    - Nicaria Snellen, 1880
    - Niphadaza Butler, 1886
    - Nyctiplanes Turner, 1937
    - Nymphicula Snellen, 1880
    - Nymphula Schrank, 1802
    - Nymphuliella Lange, 1956
    - Nymphulodes Hampson, 1919
    - Oligernis Meyrick, 1894
    - Oligostigma Guenée, 1854
    - Oligostigmoides Lange, 1956
    - Opisthedeicta Warren, 1890
    - Osphrantis Meyrick, 1897
    - Oxyelophila Forbes, 1922
    - Paracataclysta Yoshiyasu, 1983
    - Paracymoriza Warren, 1890
    - Parapoynx Hübner, 1825
    - Petrophila Guilding, 1830
    - Potamomusa Yoshiyasu, 1985
    - Pseudlithosia Hampson, 1907
    - Pythagoraea Meyrick, 1929
    - Stegothyris Lederer, 1863
    - Strepsinoma Meyrick, 1897
    - Symphonia Hampson, 1896
    - Synclitodes Munroe, 1974
    - Temnobasis Gaede, 1916
    - Teratausta Hampson, 1903
    - Teratauxta Hering, 1901
    - Tetrernia Meyrick, 1890
    - Thevitella Viette, 1958
    - Usingeriessa Lange, 1956
- Phân họ Crambinae Latreille, 1810
  - Tông chưa xác định
    - Anaclastis Turner, 1904
    - Aphrophantis Meyrick, 1933
    - Argentochiloides Bleszynski, 1961
    - Australargyria Bleszynski, 1970
    - Autarotis Meyrick, 1886
    - Batiana Walker, 1866
    - Burmannia Bleszynski, 1965
    - Catancyla Hampson, 1919
    - Catharylla Zeller, 1863
    - Charitopepla Meyrick, 1933
    - Charltona Swinhoe, 1886
    - Charltoniada Strand, 1918
    - Conocrambus Hampson, 1919
    - Conotalis Hampson, 1919
    - Corynophora Berg, 1898
    - Cypholomia Meyrick, 1933
    - Diadexia Turner, 1905
    - Diploptalis Hampson, 1919
    - Diploschistis Meyrick, 1937
    - Elethyia Ragonot in Joannis & Ragonot, 1889
    - Epina Walker, 1866
    - Eurhythma Turner, 1904
    - Hemiplatytes Barnes & Benjamin, 1924
    - Hemiptocha Dognin, 1905
    - Idioblasta Warren, 1891
    - Ismene Savigny, 1816
    - Japonichilo Okano, 1962
    - Kupea Philpott, 1930
    - Libuna Moore, 1886
    - Lyndia Savigny, 1816
    - Maoricrambus Gaskin, 1975
    - Mestolobes Butler, 1882
    - Metaeuchromius Bleszynski, 1960
    - Micrelephas Dognin, 1905
    - Microchilo Okano, 1962
    - Micronix Amsel, 1956
    - Microtalis Turner, 1911
    - Miyakea Marumo, 1933
    - Neargyria Hampson, 1896
    - Neargyrioides Bleszynski, 1970
    - Nechilo Bleszynski, 1970
    - Neobanepa Hampson, 1919
    - Niveocatharylla Bassi, 1999
    - Orthomecyna Butler, 1883
    - Parancyla Hampson, 1919
    - Parancylolomia Bassi & Mey in Mey, 2011
    - Paratraea Hampson, 1919
    - Parerupa Hampson, 1919
    - Protyparcha Meyrick, 1909
    - Pseudargyria Okano, 1962
    - Pseudoctenella Strand, 1907
    - Pseudometachilo Bleszynski, 1962
    - Ptochostola Meyrick, 1882
    - Roxita Bleszynski, 1963
    - Schoenobiodes Hampson, 1917
    - Sphaerodeltis Meyrick, 1933
    - Styxon Bleszynski, 1962
    - Thalamarchis Meyrick, 1897
    - Tomissa Walker, 1864
    - Tulla Zimmerman, 1958
    - Ubida Walker, 1863
    - Welaka Hulst, 1888
    - Zacatecas Bleszynski, 1962

  - Tông Ancylolomiini Ragonot in Joannis & Ragonot, 1889
    - Ancylolomia Hübner, 1825
    - Aurotalis Bleszynski, 1970
    - Eufernaldia Hulst, 1900
    - Mesolia Ragonot in Joannis & Ragonot, 1889
    - Prionapteron Bleszynski, 1965
    - Prionapteryx Stephens, 1834
    - Prionotalis Hampson, 1919
    - Pseudoschoenobius Fernald, 1891
    - Surattha Walker, 1863
    - Talis Guenée, 1845
    - Zovax Bleszynski, 1962

  - Tông Argyriini Munroe, 1995
    - Argyria Hübner, 1818
    - Urola Walker, 1863

  - Tông Calamotrophini Gaskin, 1988
    - Calamotropha Zeller, 1863
    - Chrysocatharylla Bassi, 1999
    - Classeya Bleszynski, 1960
    - Pseudocatharylla Bleszynski, 1961
    - Pseudoclasseya Bleszynski, 1964
    - Vaxi Bleszynski, 196

  - Tông Chiloini Heinemann, 1865
    - Chilandrus Bleszynski, 1970
    - Chilo Zincken, 1817
    - Chiqua Bleszynski, 1970
    - Diatraea Guilding, 1828
    - Eschata Walker, 1856
    - Gadira Walker, 1866
    - Hednota Meyrick, 1886
    - Leonardo Bleszynski, 1965
    - Malgasochilo Bleszynski, 1970
    - Myelobia Herrich-Schäffer, 1854
    - Tauroscopa Meyrick, 1888

  - Tông Crambini Latreille, 1810
    - Agriphila Hübner, 1825
    - Agriphiloides Bleszynski, 1965
    - Almita Landry, 1995
    - Alphacrambus Bassi, 1995
    - Amselia Bleszynski, 1959
    - Angustalius Marion, 1954
    - Arequipa Walker, 1863
    - Aureocramboides Bleszynski, 1961
    - Bassiknysna Kemal & Koçak, 2005
    - Caffrocrambus Bleszynski, 1961
    - Catoptria Hübner, 1825
    - Cervicrambus Bleszynski, 1966
    - Chrysocramboides Bleszynski, 1957
    - Chrysocrambus Bleszynski, 1957
    - Chrysoteuchia Hübner, 1825
    - Conocramboides Bleszynski, 1970
    - Crambixon Bleszynski, 1965
    - Crambus Fabricius, 1798
    - Culladia Moore, 1886
    - Culladiella Bleszynski, 1970
    - Dimorphocrambus Gibeaux, 1987
    - Epichilo Ragonot in Joannis & Ragonot, 1889
    - Fernandocrambus Aurivillius, 1922
    - Fissicrambus Bleszynski, 1963
    - Flavocrambus Bleszynski, 1959
    - Haplopediasia Bleszynski, 1963
    - Haploplatytes Bleszynski, 1966
    - Japonicrambus Okano, 1962
    - La Bleszynski, 1966
    - Loxocrambus Forbes, 1920
    - Mesocrambus Bleszynski, 1957
    - Mesopediasia Bleszynski, 1963
    - Metacrambus Bleszynski, 1957
    - Microcrambon Bleszynski, 1970
    - Microcrambus Bleszynski, 1963
    - Miraxis Bleszynski, 1962
    - Neocrambus Bleszynski, 1957
    - Neoculladia Bleszynski, 1967
    - Neodactria Landry, 1995
    - Neopediasia Okano, 1962
    - Novocrambus Amsel, 1956
    - Orocrambus Purdie, 1884
    - Parapediasia Bleszynski, 1966
    - Paraplatytes Bleszynski, 1965
    - Pediasia Hübner, 1825
    - Platytes Guenée, 1845
    - Precaffrocrambus Bassi, 2002
    - Productalius Marion, 1954
    - Pseudopediasia Bleszynski, 1963
    - Raphiptera Hampson, 1896
    - Sebrus Bleszynski, 1970
    - Sericocrambus Wallengren, 1861
    - Supercrambus Bleszynski, 1967
    - Tawhitia Philpott, 1931
    - Tehama Hulst, 1888
    - Thaumatopsis Morrison, 1874
    - Thisanotia Hübner, 1825
    - Tortriculladia Bleszynski, 1967
    - Xanthocrambus Bleszynski, 1957

  - Tông Diptychophorini Gaskin, 1972
    - Cleoeromene Gaskin, 1986
    - Diptychophora Zeller, 1866
    - Gargela Walker, 1864
    - Glaucocharis Meyrick, 1938
    - Incaeromene Gaskin, 1986
    - Microcausta Hampson, 1895
    - Neoeromene Gaskin, 1986
    - Peniculimius Schouten, 1994
    - Steneromene Gaskin, 1986
    - Tamsica Zimmerman, 1958

  - Tông Euchromiusini Léger, Landry & Nuss, 2019
    - Euchromius Guenée, 1845

  - Tông Haimbachiini Landry, 1995
    - Achilo Amsel, 1957
    - Bissetia Kapur, 1950
    - Coniesta Hampson, 1919
    - Donacoscaptes Zeller, 1877
    - Eoreuma Ely, 1910
    - Friedlanderia Agnew, 1987
    - Haimbachia Dyar, 1909
    - Neogirdharia Song & Chen in Chen, Song & Yuan, 2004
    - Occidentalia Dyar & Heinrich, 1927
    - Pseudobissetia Bleszynski, 1959
    - Thopeutis Hübner, 1818
    - Xubida Schaus, 1922
- Phân họ Erupinae Munroe, 1995
  - Tông chưa xác định
    - Erupa Walker, 1864
    - Lancia Walker, 1859
    - Schoenerupa Hampson, 1919
- Phân họ Glaphyriinae Forbes, 1923
  - Tông chưa xác định
    - Abegesta Munroe, 1964
    - Achantodes Guenée, 1852
    - Aenigmodes Amsel, 1957
    - Aethiophysa Munroe, 1964
    - Agastya Moore, 1881
    - Analcina Turner, 1911
    - Apoblepta Turner, 1911
    - Aureopteryx Amsel, 1956
    - Catharia Lederer, 1863
    - Centropseustis Meyrick, 1890
    - Cereophagus Dyar, 1922
    - Chalcoela Zeller, 1872
    - Chilomima Munroe, 1964
    - Chilozela Munroe, 1964
    - Contortipalpia Munroe, 1964
    - Cornifrons Lederer, 1858
    - Cosmopterosis Amsel, 1956
    - Crambicybalomia Mey, 2011
    - Crocidolomia Zeller, 1852
    - Cryptocosma Lederer, 1863
    - Cybalomia Lederer, 1863
    - Cylindrifrons Munroe, 1951
    - Dichochroma Forbes, 1944
    - Dicymolomia Zeller, 1872
    - Ennomosia Amsel, 1956
    - Erpis Walker, 1863
    - Eupoca Warren, 1891
    - Eustixia Hübner, 1823
    - Evergestella Munroe, 1974
    - Evergestis Hübner, 1825
    - Fredia Amsel, 1961
    - Goniophysetis Hampson, 1916
    - Gonodiscus Warren, 1891
    - Hendecasis Hampson, 1896
    - Homophysodes Dyar, 1914
    - Hydropionea Hampson, 1917
    - Hyperlais Marion, 1959
    - Krombia Chrétien, 1911
    - Lativalva Amsel, 1956
    - Lipocosma Lederer, 1863
    - Lipocosmodes Munroe, 1964
    - Lissophanes Warren, 1891
    - Macreupoca Munroe, 1964
    - Margaretania Amsel, 1961
    - Nephrogramma Munroe, 1964
    - Noorda Walker, 1859
    - Orenaia Duponchel, 1845
    - Parambia Dyar, 1914
    - Paregesta Munroe, 1964
    - Phenacodes Turner, 1937
    - Plantegumia Amsel, 1956
    - Plumegesta Munroe, 1972
    - Prochoristis Meyrick, 1890
    - Prorasea Grote, 1878
    - Psephis Guenée, 1854
    - Pseudoligostigma Strand, 1920
    - Ptychopseustis Meyrick, 1889
    - Schacontia Dyar, 1914
    - Scybalista Lederer, 1863
    - Scybalistodes Munroe, 1964
    - Stegea Munroe, 1964
    - Stiphrometasia Zerny, 1914
    - Symphysa Hampson, 1899
    - Thyridiphora Warren, 1888
    - Trichophysetis Meyrick, 1884
    - Trischistognatha Warren, 1892
    - Upiga Capps, 1964
    - Venturina Leraut, 2012
    - Vinculopsis Amsel, 1957
    - Xanthophysa Munroe, 1964

  - Tông Dichogamini Amsel, 1956
    - Alatuncusia Amsel, 1956
    - Alatuncusiodes Munroe, 1974
    - Dichogama Lederer, 1863

  - Tông Glaphyriini Forbes, 1923
    - Glaphyria Hübner, 1823
    - Hellula Guenée, 1854
- Phân họ Heliothelinae Amsel, 1961
  - Tông chưa xác định
    - Eclipsiodes Meyrick, 1884
    - Heliothela Guenée, 1854
    - Phanomorpha Turner, 1937
- Phân họ Hoploscopinae Robinson, Tuck & Shaffer, 1994
  - Tông chưa xác định
    - Hoploscopa Meyrick, 1886
    - Perimeceta Turner, 1915
- Phân họ Lathrotelinae Clarke, 1971
  - Tông chưa xác định
    - Diplopseustis Meyrick, 1884
    - Diplopseustoides Guillermet, 2013
    - Lathroteles Clarke, 1971
    - Orthoraphis Hampson, 1896
    - Sufetula Walker, 1859
- Phân họ Linostinae Amsel, 1956
  - Tông chưa xác định
    - Linosta Möschler, 1882
- Phân họ Midilinae Munroe, 1958
  - Tông Midilini Munroe, 1958
    - Cacographis Lederer, 1863
    - Dismidila Dyar, 1914
    - Dolichobela Turner, 1932
    - Eupastranaia Becker, 1973
    - Gonothyris Hampson, 1896
    - Hositea Dyar, 1910
    - Midila Walker, 1859
    - Odilla Schaus, 1940
    - Phryganomima Hampson, 1917
    - Styphlolepis Hampson, 1896
- Phân họ Musotiminae Meyrick, 1884
  - Tông chưa xác định
    - Aeolopetra Meyrick, 1934
    - Albusambia Solis & Davis in Solis, Davis & Nishida, 2005
    - Ambia Walker, 1859
    - Austromusotima Yen & Solis in Yen, Solis & Goolsby, 2004
    - Baeoptila Turner, 1908
    - Barisoa Möschler, 1886
    - Cilaus Joannis, 1932
    - Drosophantis Meyrick, 1935
    - Elachypteryx Turner, 1908
    - Eugauria Snellen, 1901
    - Lygomusotima Solis & Yen in Solis, Yen & Goolsby, 2004
    - Malleria Munroe, 1959
    - Midilambia Munroe, 1969
    - Musotima Meyrick, 1884
    - Neomusotima Yoshiyasu, 1985
    - Neurophyseta Hampson, 1895
    - Panotima Meyrick, 1934
    - Parthenodes Guenée, 1854
    - Siamusotima Solis, Yen, Goolsby, Wright, Pemberton, Winotal, Chattrukul, Thagong & Rimbut, 2005
    - Thysanoidma Hampson, 1891
    - Undulambia Lange, 1956
    - Uthinia Snellen, 1899
    - Yoshiyasua Kemal & Koçak, 2005
- Phân họ Odontiinae Guenée, 1854
  - Tông chưa xác định
    - Aeglotis Amsel, 1949
    - Aporocosmus Butler, 1886
    - Autocharis Swinhoe, 1894
    - Balaenifrons Hampson, 1896
    - Blepharucha Warren, 1892
    - Boeotarcha Meyrick, 1884
    - Canalibotys Maes, 2004
    - Canuza Walker, 1866
    - Clupeosoma Snellen, 1880
    - Cuneifrons Munroe, 1961
    - Dausara Walker, 1859
    - Deanolis Snellen, 1899
    - Dilacinia Amsel, 1961
    - Ertrica Walker, 1866
    - Euctenospila Warren, 1892
    - Glaucodontia Munroe, 1972
    - Gononoorda Munroe, 1977
    - Hemiscopis Warren, 1890
    - Heortia Lederer, 1863
    - Hydrorybina Hampson, 1896
    - Irigilla Swinhoe, 1900
    - Kerbela Amsel, 1949
    - Mabilleodes Marion & Viette, 1956
    - Neocymbopteryx Munroe, 1973
    - Neogenesis Hampson, 1907
    - Noctuelita Strand, 1915
    - Noordodes Hampson, 1916
    - Pelaea Lederer, 1863
    - Phlyctaenomorpha Amsel, 1970
    - Pitama Moore, 1888
    - Platynoorda Munroe, 1977
    - Porphyronoorda Munroe, 1977
    - Probalaenifrons Munroe, 1977
    - Protrigonia Hampson, 1896
    - Suinoorda Hayden, 2009
    - Syntonarcha Meyrick, 1890
    - Taurometopa Meyrick, 1933
    - Thesaurica Turner, 1915
    - Tulaya Özdikmen, 2007
    - Turania Ragonot, 1891
    - Usgentia Amsel, 1949

  - Tông Eurrhypini Leraut & Luquet, 1983
    - Argyrarcha Munroe, 1974
    - Cliniodes Guenée, 1854
    - Dicepolia Snellen, 1892
    - Eurrhypis Hübner, 1825
    - Hyalinarcha Munroe, 1974
    - Jativa Munroe, 1961
    - Mecynarcha Munroe, 1974
    - Mimoschinia Warren, 1892
    - Porphyrorhegma Munroe, 1961
    - Pseudonoorda Munroe, 1974
    - Pseudoschinia Munroe, 1961
    - Sobanga Munroe, 1964
    - Trigonoorda Munroe, 1974
    - Viettessa Minet, 1980

  - Tông Odontiini Guenée, 1854
    - Aeschremon Lederer, 1863
    - Anatralata Munroe, 1961
    - Aporodes Guenée, 1854
    - Atralata Sylvén, 1947
    - Cataonia Ragonot, 1891
    - Chlorobaptella Munroe, 1995
    - Chrismania Barnes & McDunnough, 1914
    - Cymbopteryx Munroe, 1961
    - Cynaeda Hübner, 1825
    - Dentifovea Amsel, 1970
    - Dichozoma Munroe, 1961
    - Edia Dyar, 191
    - Ephelis Lederer, 1863
    - Epimetasia Ragonot, 1894
    - Eremanthe Munroe, 1972
    - Frechinia Munroe, 1961
    - Gyros Edwards, 1881
    - Heliothelopsis Munroe, 1961
    - Metaxmeste Hübner, 1825
    - Microtheoris Meyrick, 1932
    - Mojavia Munroe, 1961
    - Mojaviodes Munroe, 1972
    - Nannobotys Munroe, 1961
    - Noctueliopsis Munroe, 1961
    - Odontivalvia Munroe, 1973
    - Plumipalpiella Munroe, 1995
    - Pogonogenys Munroe, 1961
    - Procymbopteryx Munroe, 1961
    - Psammobotys Munroe, 1961
    - Rhodocantha Munroe, 1961
    - Tegostoma Zeller, 1847
    - Titanio Hübner, 1825
- Phân họ Pyraustinae Meyrick, 1890
  - Tông chưa xác định
    - Acellalis Pagenstecher, 1884
    - Acropentias Meyrick, 1890
    - Aeolosma Meyrick, 1938
    - Ancyloptila Meyrick, 1889
    - Aplectropus Hampson in Walsingham & Hampson, 1896
    - Aponia Munroe, 1964
    - Arunamalaia Rose & Kirti, 1987
    - Asphadastis Meyrick, 1934
    - Atomoclostis Meyrick, 1934
    - Aulacophora Swinhoe, 1895
    - Authaeretis Meyrick, 1886
    - Auxolophotis Meyrick, 1933
    - Betousa Walker, 1865
    - Burathema Walker, 1863
    - Calamochrous Lederer, 1863
    - Catapsephis Hampson, 1899
    - Cheloterma Meyrick, 1933
    - Clatrodes Marion & Viette, 1953
    - Coelobathra Turner, 1908
    - Coptobasoides Janse, 1935
    - Cyclarcha Swinhoe, 1894
    - Daunabotys Maes, 2004
    - Decelia Snellen, 1880
    - Drachma Bryk, 1913
    - Duzulla Amsel, 1952
    - Elosita Snellen, 1899
    - Emphylica Turner, 1913
    - Endographis Meyrick, 1894
    - Endotrichella Collins, 1962
    - Enyocera Snellen, 1880
    - Epiecia Walker, 1866
    - Eretmopteryx Saalmüller, 1884
    - Erinothus Hampson, 1899
    - Eumaragma Meyrick, 1933
    - Euphyciodes Marion, 1954
    - Exeristis Meyrick, 1886
    - Glyphidomarptis Meyrick, 1936
    - Gnamptorhiza Warren, 1896
    - Gyptitia Snellen, 1883
    - Haplochytis Meyrick, 1933
    - Herpetobotys Maes, 2001
    - Hutuna Whalley, 1962
    - Hyphercyna Sauber, 1899
    - Idiusia Warren, 1896
    - Ischnoscopa Meyrick, 1894
    - Lampridia Snellen, 1880
    - Lamprophaia Caradja, 1925
    - Lepidoplaga Warren, 1895
    - Leptosophista Meyrick, 1938
    - Lirabotys Shaffer & Munroe, 2007
    - Lotanga Moore, 1886
    - Loxoneptera Hampson, 1896
    - Lumenia Joannis, 1929
    - Mabra Moore, 1885
    - Macrospectrodes Warren, 1896
    - Megatarsodes Marion, 1954
    - Metasiodes Meyrick, 1894
    - Mimasarta Ragonot, 1894
    - Monocoptopera Hampson, 1899
    - Monodonta Kenrick, 1907
    - Nacoleiopsis Matsumura, 1925
    - Nephelolychnis Meyrick, 1933
    - Niphostola Hampson, 1896
    - Nymphulosis Amsel, 1959
    - Oligocentris Hampson, 1896
    - Paliga Moore, 1886
    - Paracentristis Meyrick, 1934
    - Paschiodes Hampson, 1913
    - Patissodes Hampson, 1919
    - Peribona Snellen, 1895
    - Pimelephila Tams, 1930
    - Platytesis Hampson, 1919
    - Proconica Hampson, 1899
    - Prodasycnemis Warren, 1892
    - Prodelophanes Meyrick, 1937
    - Protinopalpa Strand, 1911
    - Protinopalpella Strand, 1911
    - Prototyla Meyrick, 1933
    - Ptiladarcha Meyrick, 1933
    - Pyralausta Hampson, 1913
    - Pyraustomorpha Maes, 2014
    - Rodaba Moore, 1888
    - Saucrobotys Munroe, 1976
    - Semniomima Warren, 1892
    - Sericoplaga Warren, 1892
    - Spinosuncus Chen, Zhang & Li, 2018
    - Stenochora Warren, 1892
    - Tangla Swinhoe, 1900
    - Tetridia Warren, 1890
    - Thysanodesma Butler, 1889
    - Tipuliforma Kenrick, 1907
    - Tirsa Clarke, 1971
    - Togabotys Yamanaka, 1978
    - Torulisquama Zhang & Li, 2010
    - Trigamozeucta Meyrick, 1937
    - Triuncidia Munroe, 1976
    - Uresiphita Hübner, 1825

  - Tông Euclastini Popescu-Gorj & Constantinescu, 1977
    - Euclasta Lederer, 1855

  - Tông Portentomorphini Amsel, 1956
    - Cryptosara Martin in Marion, 1957
    - Hyalobathra Meyrick, 1885
    - Isocentris Meyrick, 1887
    - Pioneabathra Shaffer & Munroe, 2007
    - Portentomorpha Amsel, 1956

  - Tông Pyraustini Meyrick, 1890
    - Achyra Guenée, 1849
    - Adoxobotys Munroe, 1978
    - Aglaops Warren, 1892
    - Anamalaia Munroe & Mutuura, 1969
    - Anania Hübner, 1823
    - Arenochroa Munroe, 1976
    - Aurorobotys Munroe & Mutuura, 1971
    - Callibotys Munroe & Mutuura, 1969
    - Carminibotys Munroe & Mutuura, 1971
    - Ceuthobotys Munroe, 1978
    - Chilochroma Amsel, 1956
    - Chilocorsia Munroe, 1964
    - Chilopionea Munroe, 1964
    - Chobera Moore, 1888
    - Circobotys Butler, 1879
    - Crocidophora Lederer, 1863
    - Crypsiptya Meyrick, 1894
    - Cybalobotys Maes, 2001
    - Deltobotys Munroe, 1964
    - Demobotys Munroe & Mutuura, 1969
    - Ecpyrrhorrhoe Hübner, 1825
    - Epicorsia Hübner, 1818
    - Epiparbattia Caradja, 1925
    - Eumorphobotys Munroe & Mutuura, 1969
    - Fumibotys Munroe, 1976
    - Gynenomis Munroe & Mutuura, 1968
    - Hahncappsia Munroe, 1976
    - Helvibotys Munroe, 1976
    - Hyalorista Warren, 1892
    - Limbobotys Munroe & Mutuura, 1970
    - Loxostege Hübner, 1825
    - Munroeodes Amsel, 1957
    - Nascia Curtis, 1835
    - Neadeloides Klima, 1939
    - Neoepicorsia Munroe, 1964
    - Neohelvibotys Munroe, 1976
    - Nephelobotys Munroe & Mutuura, 1970
    - Nomis Motschulsky, 1861
    - Oenobotys Munroe, 1976
    - Oronomis Munroe & Mutuura, 1968
    - Ostrinia Hübner, 1825
    - Pagyda Walker, 1859
    - Palepicorsia Maes, 1995
    - Paracorsia Marion, 1959
    - Paranomis Munroe & Mutuura, 1968
    - Paratalanta Meyrick, 1890
    - Parbattia Moore, 1888
    - Perispasta Zeller, 1876
    - Placosaris Meyrick, 1897
    - Powysia Maes, 2006
    - Prooedema Hampson, 1896
    - Protepicorsia Munroe, 1964
    - Psammotis Hübner, 1825
    - Pseudepicorsia Munroe, 1964
    - Pseudognathobotys Maes, 2001
    - Pseudopagyda Slamka, 2013
    - Pseudopolygrammodes Munroe & Mutuura, 1969
    - Pseudopyrausta Amsel, 1956
    - Pyrasia Martin, 1986
    - Pyrausta Schrank, 1802
    - Sarabotys Munroe, 1964
    - Sclerocona Meyrick, 1890
    - Sinibotys Munroe & Mutuura, 1969
    - Sitochroa Hübner, 1825
    - Thivolleo Maes, 2006
    - Toxobotys Munroe & Mutuura, 1968
    - Vittabotys Munroe & Mutuura, 1970
    - Xanthostege Munroe, 1976
- Phân họ Schoenobiinae Duponchel, 1846
  - Tông chưa xác định
    - Adelpherupa Hampson, 1919
    - Alloperissa Meyrick, 1934
    - Archischoenobius Speidel, 1984
    - Argyrostola Hampson, 1896
    - Brihaspa Moore, 1867
    - Calamoschoena Poulton, 1916
    - Carectocultus Blanchard, 1975
    - Catagela Walker, 1863
    - Chionobosca Turner, 1911
    - Cyclocausta Warren, 1889
    - Dejoannisia Vári, 2002
    - Donacaula Meyrick, 1890
    - Helonastes Common, 1960
    - Leechia South in Leech & South, 1901
    - Leptosteges Warren, 1889
    - Leucargyra Hampson, 1896
    - Leucoides Hampson, 1893
    - Niphadoses Common, 1960
    - Panalipa Moore, 1866
    - Patissa Moore, 1886
    - Promacrochilo Bleszynski, 1962
    - Proschoenobius Munroe, 1974
    - Ramila Moore, 1867
    - Rupela Walker, 1863
    - Schoenobius Duponchel, 1836
    - Scirpophaga Treitschke, 1832
    - Stenocalama Hampson, 1919
    - Tipanaea Walker, 1863
    - Varpa Aurivillius, 1925
- Phân họ Scopariinae Guenée, 1854
  - Tông chưa xác định
    - Afrarpia Maes, 2004
    - Afroscoparia Nuss, 2003
    - Anarpia Chapman, 1912
    - Antiscopa Munroe, 1964
    - Arabarpia Seizmair, 2020
    - Cosipara Munroe, 1972
    - Davana Walker, 1859
    - Elusia Schaus, 1940
    - Eudonia Billberg, 1820
    - Gesneria Hübner, 1825
    - Gibeauxia Leraut, 1988
    - Helenoscoparia Nuss, 1999
    - Hoenia Leraut, 1986
    - Iranarpia Leraut, 1982
    - Micraglossa Warren, 1891
    - Notocrambus Turner, 1922
    - Pagmanella Leraut, 1985
    - Scoparia Haworth, 1811
    - Syrianarpia Leraut, 1982
    - Toulgoetodes Leraut, 1988
- Phân họ Spilomelinae Guenée, 1854
  - Tông chưa xác định
    - Aboetheta Turner, 1914
    - Acicys Turner, 1911
    - Aediodina Strand, 1919
    - Agrammia Guenée, 1854
    - Almonia Walker, 1866
    - Ametrea Munroe, 1964
    - Arxama Walker, 1866
    - Atelocentra Meyrick, 1884
    - Auchmophoba Turner, 1913
    - Bacotoma Moore, 1885
    - Bepea Koçak & Kemal, 2007
    - Caldubotys Singh, Kirti & Singh in Singh, Kirti, Singh & Ranjan, 2019
    - Camptomastix Warren, 1892
    - Cangetta Moore, 1886
    - Carthade Snellen, 1899
    - Cavifrons Zeller, 1872
    - Ceratarcha Swinhoe, 1894
    - Chabula Moore, 1886
    - Chromodes Guenée, 1854
    - Cissachroa Turner, 1937
    - Coelorhyncidia Hampson, 1896
    - Coptobasis Lederer, 1863
    - Coremata Amsel, 1956
    - Cotachena Moore, 1885
    - Criophthona Meyrick, 1884
    - Daulia Walker, 1859
    - Deuterarcha Meyrick, 1884
    - Deuterophysa Warren, 1889
    - Dichocrocis Lederer, 1863
    - Discothyris Warren, 1895
    - Dracaenura Meyrick, 1886
    - Ebuleodes Warren, 1896
    - Ectadiosoma Turner, 1937
    - Elbursia Amsel, 1950
    - Eudaimonisma Lucas, 1902
    - Eulepte Hübner, 1825
    - Eurybela Turner, 1908
    - Eustenia Snellen, 1899
    - Exoasota Ko & Bae in Ko, Bayarsaikhan, Park, Lee, Cha, Jang, Lee & Bae, 2020
    - Furcivena Hampson, 1896
    - Gadessa Moore, 1885
    - Gethosyne Warren, 1896
    - Glauconoe Warren, 1892
    - Glycythyma Turner, 1908
    - Goniorhynchus Hampson, 1896
    - Hemopsis Kirti & Rose, 1987
    - Heterudea Dognin, 1905
    - Hyalea Guenée, 1854
    - Indogrammodes Kirti & Rose, 1989
    - Iranomecyna Koçak & Kemal, 2016
    - Ischnurges Lederer, 1863
    - Legrandellus Shaffer & Munroe, 2007
    - Lepidoneura Hampson, 1896
    - Leucinodella Strand, 1918
    - Leucochromodes Amsel, 1956
    - Leucophotis Butler, 1886
    - Lipararchis Meyrick, 1934
    - Luma Walker, 186
    - Macaretaera Meyrick, 1886
    - Macrobela Turner, 1939
    - Malaciotis Meyrick, 1934
    - Malickyella Mey & Speidel, 2010
    - Massepha Walker, 1859
    - Meekiaria Munroe, 1974
    - Merodictya Warren, 1896
    - Mesocondyla Lederer, 1863
    - Metallarcha Meyrick, 1884
    - Metoeca Warren, 1896
    - Metraeopsis Dognin, 1905
    - Microgeshna Shaffer & Munroe, 2007
    - Microphysetica Hampson, 1917
    - Mimudea Warren, 1892
    - Mukia Amsel, 1954
    - Myriostephes Meyrick, 1884
    - Myrmidonistis Meyrick, 1887
    - Nacoleia Walker, 1859
    - Nankogobinda Rose & Kirti, 1986
    - Nausinoe Hübner, 1825
    - Nausinoella Shaffer & Munroe, 2007
    - Neobotyodes Singh, Kirti & Singh in Singh, Kirti, Singh & Ranjan, 2019
    - Neostege Hampson, 1910
    - Nevrina Guenée, 1854
    - Nistra Walker, 1859
    - Ommatobotys Shaffer & Munroe, 2007
    - Orphnophanes Lederer, 1863
    - Orthospila Warren, 1890
    - Osiriaca Walker, 1866
    - Otiophora Turner, 1908
    - Paranacoleia Inoue, 1982
    - Pectinobotys Munroe, 1959
    - Pelinopsis Dognin, 1905
    - Physematia Lederer, 1863
    - Piletocera Lederer, 1863
    - Piletosoma Hampson, 1899
    - Plateopsis Warren, 1896
    - Platygraphis Dyar, 1918
    - Pleonectoides Hampson, 1891
    - Polythlipta Lederer, 1863
    - Praeacrospila Amsel, 1956
    - Praephostria Amsel, 1956
    - Pramadea Moore, 1888
    - Preneopogon Warren, 1896
    - Prionopaltis Warren, 1892
    - Prorodes Swinhoe, 1894
    - Proternia Meyrick, 1884
    - Protonoceras Warren, 1890
    - Pycnarmon Lederer, 1863
    - Pylartes Walker, 1863
    - Pyradena Munroe, 1958
    - Ravanoa Moore, 1885
    - Rehimena Walker, 1866
    - Rhimphaliodes Hampson, 1893
    - Rhynchetria Klunder van Gijen, 1913
    - Ridleyana Hampson, 1906
    - Sagariphora Meyrick, 1894
    - Sameodesma Hampson, 1918
    - Sciorista Warren, 1890
    - Sedenia Guenée, 1854
    - Sericophylla Turner, 1937
    - Stenorista Dognin, 1905
    - Syllepte Hübner, 1823
    - Syngropia Hampson, 1912
    - Syntrita Dognin, 1905
    - Tabidia Snellen, 1880
    - Tanaophysopsis Munroe, 1964
    - Tasenia Snellen, 1901
    - Torqueola Swinhoe, 1906
    - Trichoceraea Sauber in Semper, 1902
    - Trigonobela Turner, 1915
    - Trithyris Lederer, 1863
    - Troctoceras Dognin, 1905
    - Tylostega Meyrick, 1894
    - Voliba Walker, 1866
    - Xanthomelaena Hampson, 1896
    - Zagiridia Hampson, 1897

  - Tông Agroterini Acloque, 1897
    - Aetholix Lederer, 1863
    - Agrotera Schrank, 1802
    - Aiyura Munroe, 1974
    - Bocchoropsis Amsel, 1956
    - Chalcidoptera Butler, 1887
    - Chilochromopsis Munroe, 1964
    - Coenostolopsis Munroe, 1960
    - Diastictis Hübner, 1818
    - Framinghamia Strand, 1920
    - Glaucobotys Maes, 2008
    - Goliathodes Munroe, 1974
    - Gypodes Munroe, 1976
    - Haritalodes Warren, 1890
    - Lygropia Lederer, 1863
    - Lypotigris Hübner, 1825
    - Micromartinia Amsel, 1957
    - Microthyris Lederer, 1863
    - Nagiella Munroe, 1976
    - Neoanalthes Yamanaka & Kirpichnikova, 1993
    - Nosophora Lederer, 1863
    - Notarcha Meyrick, 1884
    - Pantographa Lederer, 1863
    - Patania Moore, 1888
    - Phaedropsis Warren, 1890
    - Phostria Hübner, 1819
    - Phryganodes Guenée, 1854
    - Tetracona Meyrick, 1884
    - Ulopeza Zeller, 1852

  - Tông Asciodini Mally, Hayden, Neinhuis, Jordal & Nuss, 2019
    - Arthromastix Warren, 1890
    - Asciodes Guenée, 1854
    - Beebea Schaus, 1923
    - Bicilia Amsel, 1956
    - Ceratocilia Amsel, 1956
    - Ceratoclasis Lederer, 1863
    - Erilusa Walker, 1866
    - Laniifera Hampson, 1899
    - Laniipriva Munroe, 1976
    - Loxomorpha Amsel, 1956
    - Maracayia Amsel, 1956
    - Psara Snellen, 1875
    - Sathria Lederer, 1863

  - Tông Herpetogrammatini Mally, Hayden, Neinhuis, Jordal & Nuss, 2019
    - Blepharomastix Lederer, 1863
    - Cryptobotys Munroe, 1956
    - Eurrhyparodes Snellen, 1880
    - Herpetogramma Lederer, 1863
    - Hileithia Snellen, 1875
    - Pilocrocis Lederer, 1863

  - Tông Hydririni Minet, 1982
    - Choristostigma Warren, 1892
    - Gonocausta Lederer, 1863
    - Hydriris Meyrick, 1885
    - Lamprosema Hübner, 1823
    - Nehydriris Munroe, 1974
    - Ommatospila Lederer, 1863
    - Rhectothyris Warren, 1890
    - Syllepis Poey, 1832

  - Tông Hymeniini Swinhoe, 1900
    - Hymenia Hübner, 1825
    - Spoladea Guenée, 1854

  - Tông Lineodini Amsel, 1956
    - Atomopteryx Walsingham, 1891
    - Euleucinodes Capps, 1948
    - Leucinodes Guenée, 1854
    - Lineodes Guenée, 1854
    - Neoleucinodes Capps, 1948
    - Proleucinodes Capps, 1948
    - Rhectosemia Lederer, 1863

  - Tông Margaroniini Swinhoe & Cotes, 1889
    - Agathodes Guenée, 1854
    - Agrioglypta Meyrick, 1932
    - Alytana Shaffer & Munroe, 2007
    - Analyta Lederer, 1863
    - Anarmodia Lederer, 1863
    - Antigastra Lederer, 1863
    - Aphytoceros Meyrick, 1884
    - Arthroschista Hampson, 1893
    - Asturodes Amsel, 1956
    - Azochis Walker, 1859
    - Botyodes Guenée, 1854
    - Cadarena Moore, 1886
    - Caprinia Walker, 1859
    - Chabulina Shaffer & Munroe, 2007
    - Charitoprepes Warren, 1896
    - Chrysophyllis Meyrick, 1934
    - Chrysothyridia Munroe, 1967
    - Cirrhochrista Lederer, 1863
    - Colomychus Munroe, 1956
    - Compacta Amsel, 1956
    - Condylorrhiza Lederer, 1863
    - Conogethes Meyrick, 1884
    - Cydalima Lederer, 1863
    - Diaphania Hübner, 1818
    - Didymostoma Warren, 1892
    - Dysallacta Lederer, 1863
    - Endocrossis Meyrick, 1889
    - Eusabena Snellen, 1901
    - Filodes Guenée, 1854
    - Ghesquierellana Berger, 1955
    - Glyphodella Shaffer & Munroe, 2007
    - Glyphodes Guenée, 1854
    - Hedyleptopsis Munroe, 1960
    - Heterocnephes Lederer, 1863
    - Hodebertia Leraut, 2003
    - Hoterodes Guenée, 1854
    - Leucochroma Guenée, 1854
    - Liopasia Möschler, 1882
    - Loxmaionia Schaus, 1913
    - Maruca Walker, 1859
    - Marwitzia Gaede, 1917
    - Megaphysa Guenée, 1854
    - Megastes Guenée, 1854
    - Meroctena Lederer, 1863
    - Nolckenia Snellen, 1875
    - Obtusipalpis Hampson, 1896
    - Omiodes Guenée, 1854
    - Omphisa Moore, 1886
    - Pachynoa Lederer, 1863
    - Palpita Hübner, 1808
    - Parotis Hübner, 1831
    - Poliobotys Shaffer & Munroe, 2007
    - Polygrammodes Guenée, 1854
    - Polygrammopsis Munroe, 1960
    - Prenesta Snellen, 1875
    - Pygospila Guenée, 1854
    - Radessa Munroe, 1977
    - Rhagoba Moore, 1888
    - Rhimphalea Lederer, 1863
    - Sinomphisa Munroe, 1958
    - Sparagmia Guenée, 1854
    - Stemorrhages Lederer, 1863
    - Synclera Lederer, 1863
    - Syngamilyta Strand, 1920
    - Talanga Moore, 1885
    - Terastia Guenée, 1854
    - Tessema Clarke, 1986
    - Tyspanodes Warren, 1891
    - Uncobotyodes Kirti & Rose, 1990
    - Zebronia Hübner, 1821

  - Tông Nomophilini Kuznetzov & Stekolnikov, 1979
    - Arnia Guenée, 1849
    - Ategumia Amsel, 1956
    - Bocchoris Moore, 1885
    - Crocidocnemis Warren, 1889
    - Desmia Westwood, 1832
    - Diacme Warren, 1892
    - Diasemia Hübner, 1825
    - Diasemiodes Munroe, 1957
    - Diasemiopsis Munroe, 1957
    - Diathrausta Lederer, 1863
    - Epipagis Hübner, 1825
    - Mecyna Doubleday, 1849
    - Mimophobetron Munroe, 1950
    - Mimorista Warren, 1890
    - Niphograpta Warren, 1892
    - Nomophila Hübner, 1825
    - Nothomastix Warren, 1890
    - Parapilocrocis Munroe, 1967
    - Pardomima Warren, 1890
    - Perisyntrocha Meyrick, 1894
    - Pessocosma Meyrick, 1884
    - Samea Guenée, 1854
    - Sameodes Snellen, 1880
    - Syngamia Guenée, 1854

  - Tông Spilomelini Guenée, 1854
    - Aethaloessa Lederer, 1863
    - Cirrhocephalina Munroe, 1995
    - Cnaphalocrocis Lederer, 1863
    - Eporidia Walker, 1859
    - Geshna Dyar, 1906
    - Marasmia Lederer, 1863
    - Marasmianympha Munroe, 1991
    - Orphanostigma Warren, 1890
    - Palpusia Amsel, 1956
    - Rhectocraspeda Warren, 1892
    - Salbia Guenée, 1854
    - Scaptesylodes Munroe, 1976
    - Siga Hübner, 182
    - Spilomela Guenée, 1854
    - Zeuzerobotys Munroe, 1963

  - Tông Steniini Guenée, 1854
    - Anageshna Munroe, 1956
    - Apogeshna Munroe, 1956
    - Bradina Lederer, 1863
    - Dolicharthria Stephens, 1834
    - Duponchelia Zeller, 1847
    - Epherema Snellen, 1892
    - Hymenoptychis Zeller, 1852
    - Loxostegopsis Dyar, 1917
    - Metasia Guenée, 1854
    - Penestola Möschler, 1890
    - Steniodes Snellen, 1875
    - Symmoracma Meyrick, 1894
    - Tatobotys Butler, 1880

  - Tông Trichaeini Mally, Hayden, Neinhuis, Jordal & Nuss, 2019
    - Archernis Meyrick, 1886
    - Prophantis Warren, 1896
    - Sacculosia Amsel, 1956
    - Trichaea Herrich-Schäffer, 1866
    - Zenamorpha Amsel, 1956

  - Tông Udeini Mally, Hayden, Neinhuis, Jordal & Nuss, 2019
    - Cheverella Landry in Landry, Roque-Albelo & Hayden, 2011
    - Conchylodes Guenée, 1854
    - Deana Butler, 1879
    - Ercta Walker, 1859
    - Mnesictena Meyrick, 1884
    - Sisyracera Möschler, 1890
    - Tanaophysa Warren, 1892
    - Udea Guenée in Duponchel, 1845
    - Udeoides Maes, 2006

  - Tông Wurthiini Roepke, 1916
    - Apilocrocis Amsel, 1956
    - Aristebulea Munroe & Mutuura, 1968
    - Diaphantania Möschler, 1890
    - Mimetebulea Munroe & Mutuura, 1968
    - Niphopyralis Hampson, 1893
    - Pseudebulea Butler, 1881

## Hình ảnh

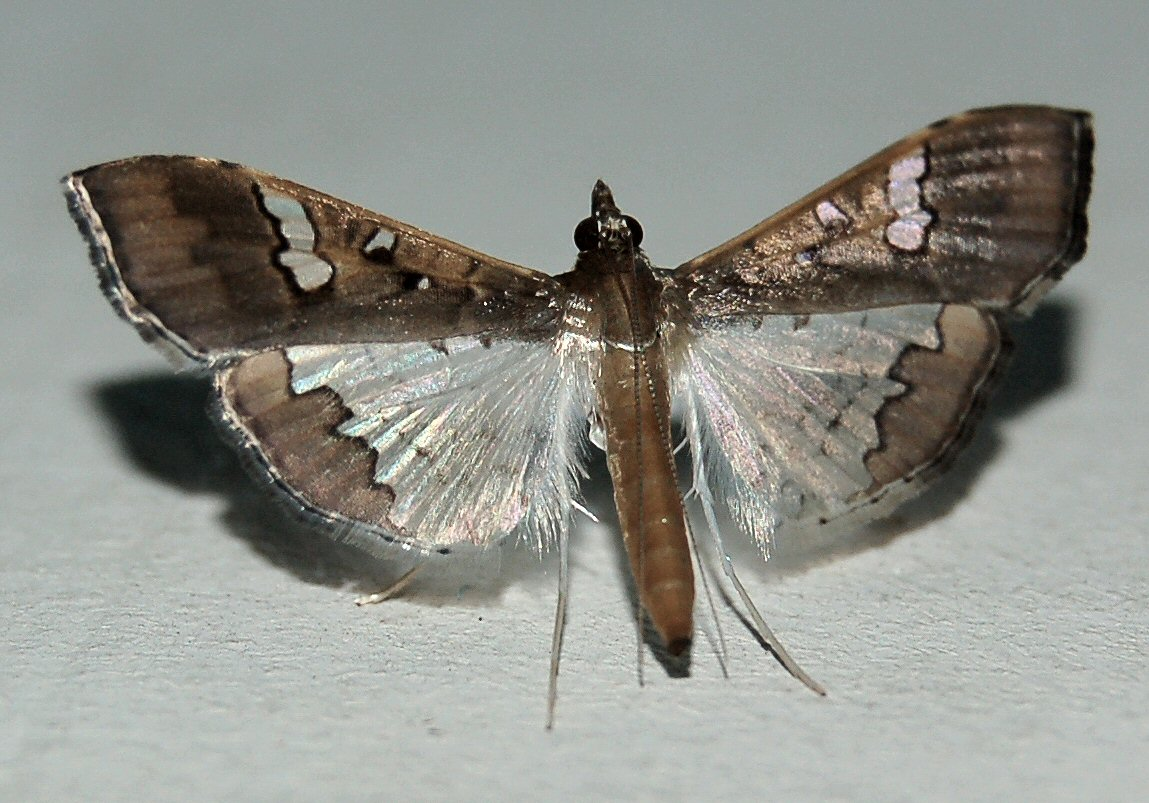
Maruca vitrata
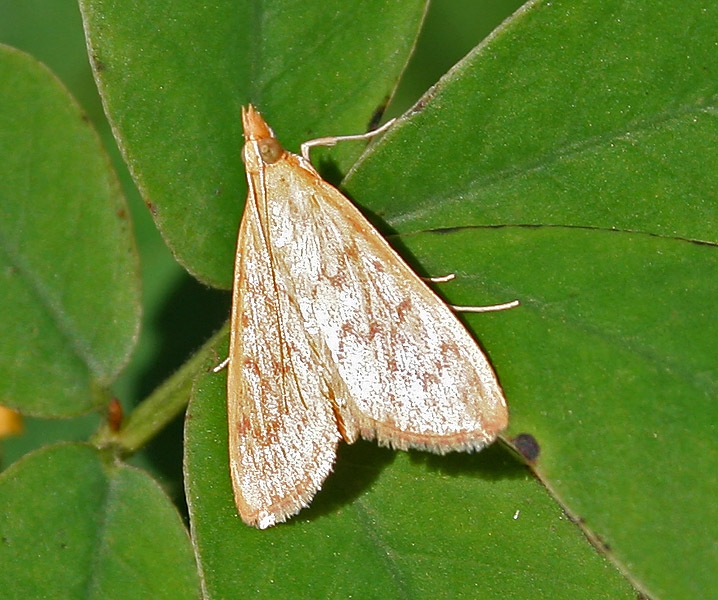
Một loài Spilomelinae
- Agriphila straminella trên Achillea
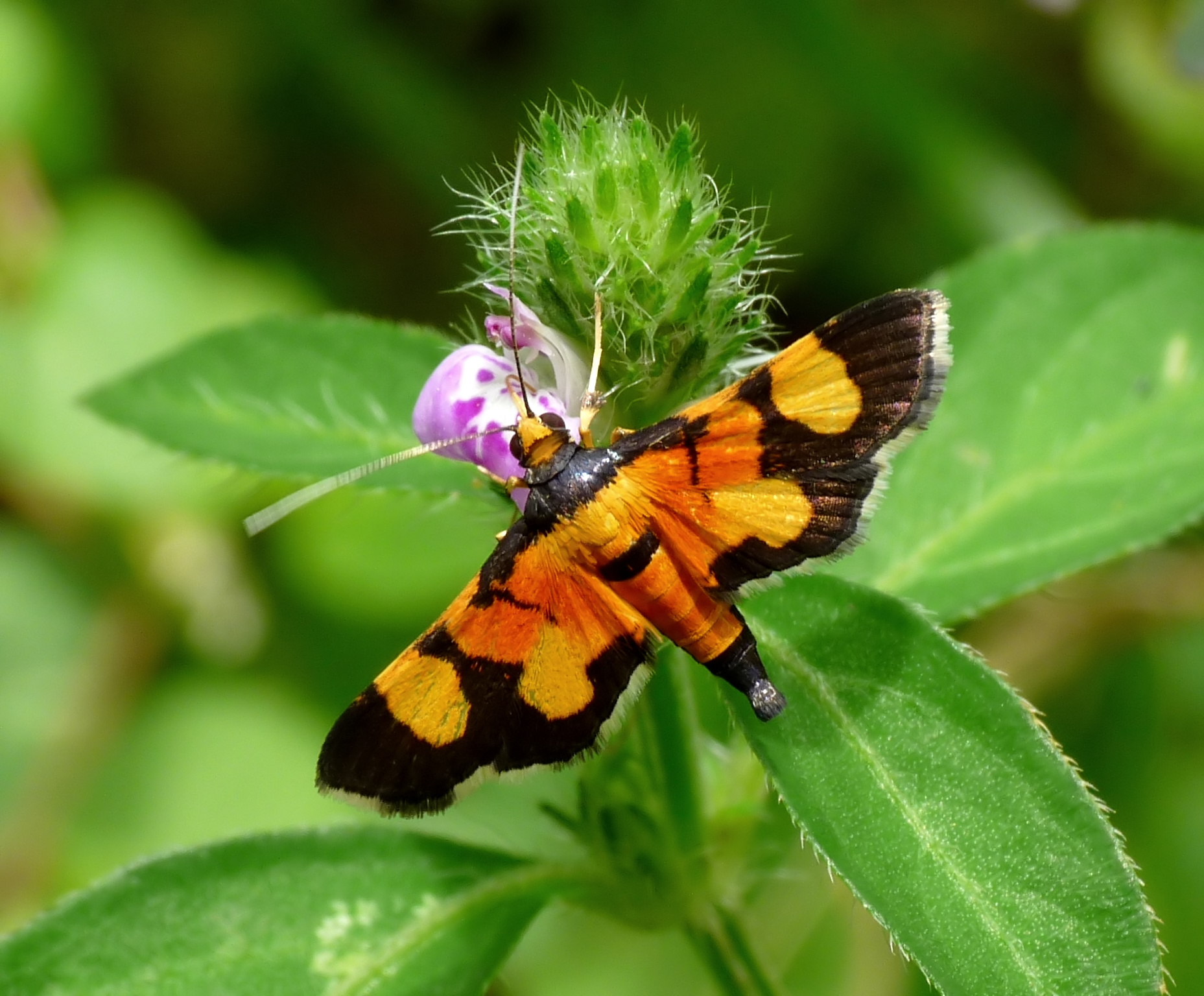
Aethaloessa calidalis
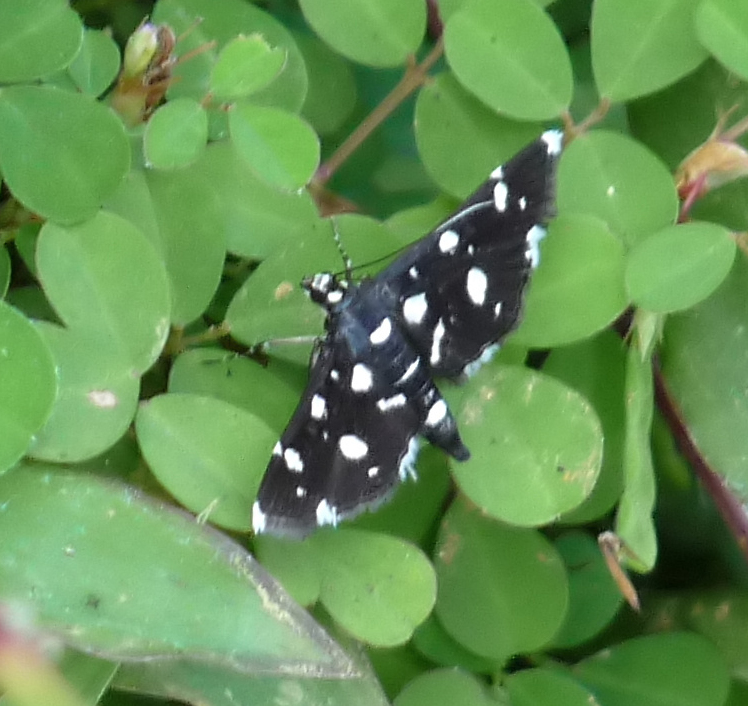
Bocchoris inspersalis trên Desmodium triflorum